# 라이코지역
라이코지역(일본어: 来迎寺駅)은 일본 니가타현 나가오카시에 있는, 동일본 여객철도의 철도역이다. 신에쓰 본선이 지나간다.

## 역 구조
상대식 2면 2선 구조의 지상역이다. 양쪽 승강장은 과선교로 이어져 있다. 역 업무는 JR 니가타 비지니스가 대신 하고 있으며, 초록 창구는 오전 7시 20분부터 오후 6시 10분까지만 영업한다. 역사에는 자동 발권기, 맞이방, 자동판매기, 화장실 등이 있다.

### 승강장
| 1 | ■ 신에쓰 본선 | 가시와자키 · 나오에쓰 방면 |
| 2 | ■ 신에쓰 본선 | 나가오카 · 니가타 방면     |

## 역세권 정보
- 나가오카시청 고시지(越路) 출장소
- 라이코지 우체국

## 역사
- 1898년 12월 27일 - 호쿠에쓰 철도의 역으로 개업했다.
- 1907년 7월 1일 - 국유화에 따라 일본국유철도의 소속이 되었다.
- 1987년 4월 1일 - 민영화에 따라 동일본 여객철도의 소속이 되었다.

## 인접역
| 동일본 여객철도 신에쓰 본선  | 동일본 여객철도 신에쓰 본선                    | 동일본 여객철도 신에쓰 본선 |
| ---------------------------- | ---------------------------------------------- | --------------------------- |
| 가시와자키 나오에쓰 방면     | □ 쾌속 '라쿠라쿠트레인 신에쓰 · 오하요 신에쓰' | 나가오카 니가타 방면        |
| 에치고이와쓰카 나오에쓰 방면 | ■ 보통                                         | 마에카와 니가타 방면        |